# HMS Repulse (1916)

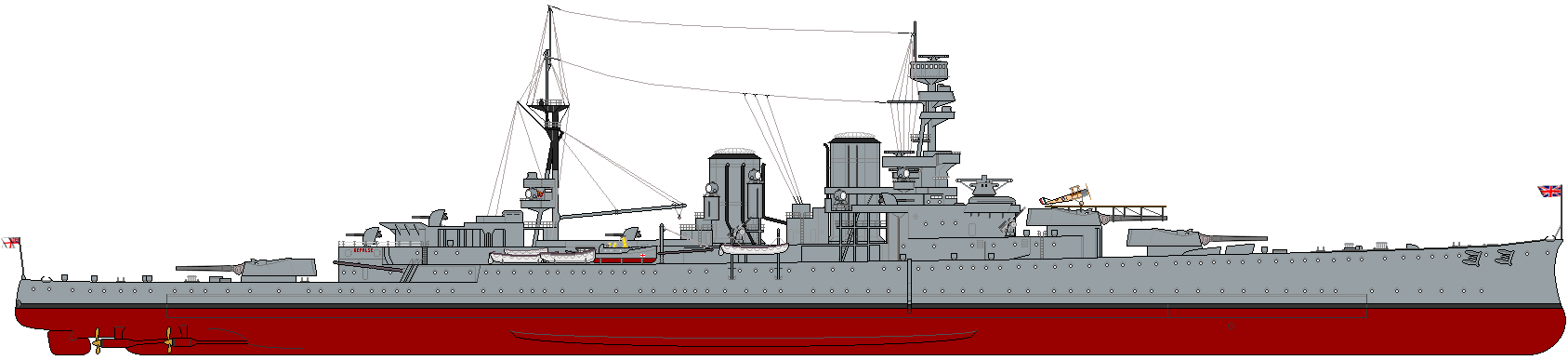
HMS Repulse

HMS Repulse was de tweede en laatste Britse slagkruiser van de Renown-klasse. Het schip werd gebouwd op de werf van John Brown and Company, Clydebank, Schotland, in opdracht van de Royal Navy.

## Bouw
Ze was oorspronkelijk bedoeld als een slagschip van de Revenge-klasse, maar haar ontwerp werd door First Sea Lord Fisher eind 1914 drastisch aangepast ook omdat de bouw nog niet was gestart. Het werd een slagkruiser, met minder bewapening en pantser, maar grotere motoren. Het schip kon met 32 knopen sneller varen dan de Duitse marineschepen. Ze werd te water gelaten in 1916 en dat was te laat om deel te kunnen nemen aan de Zeeslag bij Jutland en te vroeg om de ervaringen van die slag te verwerken in het ontwerp.
Na een verdienstelijke carrière in de Eerste Wereldoorlog werd zij in de jaren tussen de wereldoorlogen ingrijpend verbouwd. Aan het begin van de Tweede Wereldoorlog kwam zij in actie op de Atlantische Oceaan. Ze maakte deel uit van Force Z toen ze in december 1941 door Japanse bommenwerpers tot zinken werd gebracht.

## Eerste Wereldoorlog
HMS Repulse kwam voor het eerst in actie op 17 november 1917 tijdens de Tweede Slag bij Helgoland. Haar commandant was kapitein-ter-zee William "Ginger" Boyle. Ze leverde toen korte tijd slag met twee Duitse slagkruisers, SMS Kaiser en SMS Kaiserin. Een maand later kwam HMS Repulse in aanvaring met de Australische kruiser HMAS Australia en liep daarbij averij op.

## Interbellum
De HMS Repulse lag tussen de beide wereldoorlogen vaak voor onderhoud bij de werf. Dit leverde haar de weinig flatteuze bijnaam HMS Repair op. Haar zusterschip HMS Renown kreeg de bijnaam HMS Refit. De eerste verbouwing van HMS Repulse vond plaats tussen 1918 en 1920. Het belangrijkste onderdeel van deze verbouwing was de vervanging van de 6-inch (152 mm) dikke pantsergordel door een van 9-inch (229 mm). Het voorheen ongepantserde gedeelte daarboven werd nu ook voorzien van een bepantsering van 6-inch (152 mm). Dit bood niet alleen meer bescherming tegen torpedo's, maar verhoogde het gewicht ook met 4.300 ton. Haar torpedobuizen werden verplaatst van een opstelling onder de waterlijn naar een opstelling aan dek.
Haar 4-inch (102 mm) kanonnen had een lage elevatie en
dat van 3 inch (76 mm) had een hoge elevatie. Beide typen kanonnen werden tussen 1924 en 1925 vervangen door 4-inch (102 mm) kanonnen met een hoge elevatie. Ook werd het luchtafweergeschut uitgebreid en werd er een vliegtuigkatapult voor het lanceren van een verkenningsvliegtuig aangebracht op een van de hoofdgeschuttorens. Van 1929 tot 1931 was kapitein-ter-zee Gerald Charles de commandant van de HMS Repulse.
Van 1933 tot 1936 werd HMS Repulse nogmaals verbouwd. Ze werd voorzien van nog meer bepantsering en het luchtafweergeschut (tweeponder pom-poms (40 mm) en .50 (12,7mm) Vickers machinegeweren) werd weer versterkt. Daarnaast werd ze uitgerust met een vliegtuigkatapult en werden er twee hangars geplaatst. Aanvankelijk werden Blackburn Shark-watervliegtuigen gebruikt. In 1939 werden deze vervangen door de Fairey Swordfish en in 1941 door de Supermarine Walrus. Na de verbouwing ging ze in de Middellandse Zee patrouilleren. In juli 1938 lag HMS Repulse voor anker bij Haifa toen daar die zomer de Arabisch-Palestijnse opstand plaatsvond. John Henry Godfrey was vanaf 1936 haar commandant.

## Tweede Wereldoorlog
In 1939 brak de Tweede Wereldoorlog uit. HMS Repulse maakte deel uit van verschillende eskaders die werden samengesteld om Duitse oorlogsschepen op te sporen die geallieerde koopvaardijschepen aanvielen. De HMS Repulse slaagde er echter niet in een Duits schip te ontdekken. In december begeleidde zij troepenschepen die pendelden tussen Canada en Groot-Brittannië.
Aan het begin van de geallieerde campagne in Noorwegen verleende HMS Repulse dekking aan Britse mijnenleggers. In juli 1940 werd HMS Glowworm tot zinken gebracht bij een aanval op de Duitse Admiral Hipper. HMS Repulse nam deel aan de zoektocht naar deze Duitse kruiser maar kreeg de vijand niet in zicht.
Toen de Britse troepen uit Noorwegen werden geëvacueerd kreeg de HMS Repulse, uit angst voor een mogelijke Duitse invasie van IJsland, opdracht de Duitse invasievloot op te sporen. In werkelijkheid vond er geen invasie plaats. Hierna hervatte HMS Repulse tot begin 1941 weer haar taak van konvooibescherming. In januari 1941 deed HMS Repulse mee aan de jacht op de Duitse slagschepen Scharnhorst en Gneisenau. In mei 1941 maakte ze deel uit van het escorte van konvooi WS-8B dat op weg was naar het Midden-Oosten en Afrika. Toen bekend raakte dat het Duitse slagschip Bismarck zich klaarmaakte om uit te breken werd ze ingedeeld bij de Home Fleet en nam deel aan de jacht op de Bismarck. Mede door brandstofgebrek en uit vrees voor een herhaling van de ondergang van HMS Hood tijdens de Zeeslag in de Straat Denemarken werd ze teruggeroepen. In augustus 1941 werd ze overgeplaatst naar Kaapstad, Zuid-Afrika en in oktober vertrok naar Brits Indië, waar ze op 28 oktober aankwam.

## Force Z
Aan het einde van 1941 werd de dreiging van oorlog met Japan steeds groter en werd de HMS Repulse met een eskader genaamd G-Force, uitgezonden naar het Verre Oosten om als afschrikking voor Japanse agressie te dienen. Maar al snel werd duidelijk dat die afschrikking niet afdoende was.
Het eskader ging op weg naar Singapore. Het vliegkampschip dat ook deel moest uitmaken van dit vlootverband lag echter voor reparaties in dok, en dus moest het eskader het stellen zonder luchtsteun. Kort na het uitbreken van de oorlog in de Grote Oceaan op 8 december 1941 vertrok de HMS Repulse samen met HMS Prince of Wales en vier torpedobootjagers vanuit Singapore, om te proberen de Japanse invasiekonvooien die op weg waren naar Malaya te onderscheppen.
Het vlaggenschip van admiraal Tom Phillips, de bevelhebber van wat nu Force Z werd genoemd, was de HMS Prince of Wales. Hij wist dat hij het zonder luchtsteun moest stellen, maar hij besloot toch uit te varen, omdat hij dacht, dat de Japanse troepen niet zover van land af konden opereren. Ook dacht hij dat zijn schepen voldoende bestand waren tegen luchtaanvallen. Er was immers nog nooit een slagschip op zee tot zinken gebracht door vliegtuigen; het grootste schip dat tot dan toe uitsluitend door vliegtuigen tot zinken was gebracht was een zware kruiser.

## De ondergang
Force Z slaagde er op 10 december 1941 niet in de Japanse invasiemacht op te sporen. Toen de schepen hun koers verlegden in zuidelijke richting werden er Japanse vliegtuigen waargenomen. 86 Japanse vliegtuigen van het 22e squadron uit Saigon vielen HMS Prince of Wales en HMS Repulse aan. Kapitein-ter-zee Bill Tennant wist de Repulse uiterst behendig door de aanval te loodsen en hij slaagde erin verscheidene aanvallen met torpedo's af te slaan. Uiteindelijk werd de HMS Repulse door een vakkundige Japanse luchtaanval in de tang genomen en in korte tijd door vier of vijf torpedo's geraakt.
HMS Repulse werd dodelijk getroffen en maakte zes minuten later slagzij naar bakboord. Het was duidelijk dat ze zou gaan zinken en dus gaf commandant Bill Tennant het bevel het schip te verlaten. Het schip kapseisde en zonk omstreeks 12.23 uur. Het relaas over de ondergang van de HMS Repulse wordt in 1942 vermeld in het boek Suez to Singapore van Cecil Brown, die oorlogsverslaggever was voor CBS Radio.
Hoewel zij ouder was dan HMS Prince of Wales, doorstond de HMS Repulse een bomtreffer en wist ze negentien torpedo's te ontwijken. Het duurde nog 20 minuten voordat ze, na getroffen te zijn door vijf torpedo's, uiteindelijk zonk. In tegenstelling tot de HMS Prince of Wales zonk de HMS Repulse sneller en sneuvelden er meer bemanningsleden.
De torpedobootjagers HMS Electra en HMAS Vampire kwamen te hulp om de drenkelingen van de Repulse te redden, terwijl HMS Express de drenkelingen van de Prince of Wales redde. Niet lang nadat ze gered waren nam een aantal drenkelingen van de Repulse weer deel aan de actie aan boord van de Electra. De bemanning van de torpedobootjager kon zo meer drenkelingen redden. Zo bemanden kanonniers van de Repulse de 'X' en 'Y' 4,7-inch-stukken en de scheepstandarts van de Repulse hielp de medische staf van de Electra met het verzorgen van de gewonden. 1285 bemanningsleden van Repulse werden gered, waarvan 517 door HMS Electra en 327 opvarenden vonden de dood. HMS Electra en de drie andere torpedobootjagers keerden terug naar Singapore om de overlevenden aan land te zetten. Het tot zinken brengen van Repulse en Prince of Wales toonde aan dat slagschepen kwetsbaarder waren voor luchtaanvallen dan aanvankelijk werd aangenomen. Grote oppervlakteschepen konden niet langer zonder luchtdekking opereren (bescherming door vliegtuigen opererend vanaf de wal of vanaf vliegkampschepen).
Kort voor de herdenking in 2001, toen het zestig jaar geleden was dat het schip tot zinken werd gebracht, werd het wrak van de HMS Repulse aangewezen als oorlogsgraf.